# Miloš Šporar
Miloš Šporar, slovenski košarkar in košarkarski trener * 16. januar 1976, Celje.

## Igralska kariera
Šporar je odraščal Slovenskih Konjic, kjer je začel trenirati košarko pri lokalnem klubu Comet. V družini je trenirala košarko tudi štiri leta starejša sestra. Profesionalno je igral košarko v prvi slovenski, poljski, hrvaški in ciprski ligi. 
Članske debi je imel v sezoni 1992–1993 v 1.SKL (zelena skupina). Po štirih sezonah za Comet je maja 1996, za odškodnino 32 000 mark, prestopil v Satex Maribor. Junija 1997 je zamenjal Satex za Olimpijo, s katero podpiše štiriletno pogodbo. Za dve sezoni posojen k ZM Lumar Ovni Maribor in dve sezoni k Rogli Zreče. Pred sezono 2001/02 je bil na preizkušnji pri francoskem klubu Cholet Basket, a je bil po dveh mesecih odpuščen, brez uradne odigrane tekme. Tik pred startom sezone vrne v Roglo Zreče. Sezono 2002/03 je uspešno nastopal v prvi poljski ligi (10,7 točk, 4,1 asistenca na tekmo) in tudi nastopil na poljski tekmi vseh zvezd 2003. Kljub dobrim igram na začetku 2003/04 ni uspel dobiti kluba (bil je pred podpisom pogodbe z madžarskim ZTE KK (vrnil kot trener 2014), a ni opravil zdravniškega pregleda), je podpisal odprto pogodbo z Alpos Kemoplast (odigral dve tekmi v ligi). 19. januarja 2004 je Šporar na željo Jureta Zdovca okrepil KK Split, kot zamenjava za poškodovane igralce. Z ekipo je osvojil hrvaški pokal - pokal Krešimirja Ćosića. Sezono 2004/05 je nastopal v dresu APOEL Nikozije, potem znova dve sezoni na Poljskem. Zadnje tekme je odigral za Roglo v 1. SKL. 

### Reprezentanca
Z mladinsko reprezentanco Slovenije je nastopil na EP 1994.
Kot reprezentant ekipe mlajših članov nastopil na EP 1996 in 1998. Leta 1998 je bil Šporar kapetan ob končnem drugem mestu Slovenije.
Med 1998 in 2000 je za reprezentanco Slovenije odigral 4 tekme in dosegel skupaj 9 točk. Tri tekme v okviru kvalikacij za Eurobasket 1999 in eno tekmo v kvalikacijah za Eurobasket 2001.  

## Trenerska kariera
Trenersko delo je začel v mlajših kategorijah KK Zlatorog. Poleti 2012 je prevzel, v pogodbi za tri leta, člansko ekipo Zlatoroga. Po koncu sta sezone se je s klubom razšel.  
Za tem je bil glavni trener Lastovke, ZTE KK (Madžarska 1.liga), Notec Inowroclaw (Poljska 1. liga), Rieker Komarno (Slovaška 1. liga), UBSC Graz (Avstrija 1. liga). Pred začetkom sezone 2014/15 je dva meseca zaradi odsotnosti Zdova, ki je vodil slovensko reprezentanco na evropskem prvenstvu 2014, vodil treninge Gaziantepa (Turčija).
Decembra 2019 je imenovan za trenerja KK Celje (2. SKL).
Šporar je ustanovitelj in predsednik kluba ŠD Miki Šport, ki se ukvarja z vzgojo najmlajših košarkarjev. Z družino živi v Slovenskih Konjicah.

### Reprezentanca
- 2011 glavni trener, Slovenija Kadeti U16, EP 2011 (DIV B) - Strumica (Makedonija) – 1. mesto in uvrstitev v divizijo A
- 2012 glavni trener, Slovenija Kadeti U16, EP 2012 - Panevezys (Latvija) in Vilna (Litva) – 14. mesto in izpad v divizijo B